# Adam Gottlob Moltke
Adam Gottlob Moltke, född den 10 november 1710 i Mecklenburg, död den 25 september 1792, var en tysk-dansk länsgreve och statsman, far till Joachim Godske Moltke. Han var överhovmarskalk, storgodsägare och en av de viktigaste personerna under kung Fredrik V av Danmarks tjugoåriga styre (1746-1766). Han var också en beskyddare av konsten och har efterlämnat väsentliga byggnader och konstverk som han lät tidens bästa arkitekter och konstnärer utföra. 
Adam Gottlob kom från en mecklenburgsk adelsätt, Moltke, och föddes på godset Walkendorff, nära Tessin, i Mecklenburg. Hans far var Joachim Moltke (1669-1730), en kapten som varit i dansk och braunschweigsk krigstjänst, bl.a. under det Stora nordiska kriget, och Sophia Magdalena von Cothmann. 
Adam Gottlob Moltke blev 1722 page vid det danska hovet, 1743 hovmarskalk för kronprins Fredrik (senare Fredrik V) och efter hans tronbestigning 1746 överhovmarskalk och 1747 geheimeråd. Han fick godset Bregentved till skänks och upphöjdes 1750 till länsgreve. 
Under Fredrik V:s regering utövade Moltke ett stort inflytande på den danska statens styrelse. Energiskt, men utan större framgång sökte han avhålla Fredrik V från hans utsvävningar och arbetade som hans trofaste vän och rådgivare för landets välfärd. 
Han utverkade 1759-1760 de första åtgärderna till "fællesskabets" inskränkning och framkallade 1755 en offentlig diskussion av landboförhållandena, men önskade själv ej större reformer. 1754 blev han preses för den nystiftade Konstakademien. 
Genom Johann Friedrich Struensee undanträngdes Moltke 1770 från allt inflytande. Han byggde 1754 ett av Amalienborgs palats (senare kallat "Kristian VII:s palæ") och samlade ett utmärkt tavelgalleri. 
Moltke var en del av den spirande bondereformrörelsen och i synnerhet den tekniska utvecklingen av jordbruket. Han var också president för det Danska Ostindiska kompaniet 1750-1751 och Frederiks Hospital. Han fick totalt 22 barn, och släkten Moltke blev, på grund av att många av dem gick in i offentlig tjänst, stor och inflytelserik.
Moltkes memoarer (anteckningar om Fredrik V:s regering) utgavs 1870-1873 i "Historisk tidsskrift" (4:e serien, II och IV).